# Stranraer Football Club
El Stranraer Football Club es un club de fútbol de Escocia, con sede en Stranraer. Fue fundado en 1870 y compite en la Scottish League Two, cuarta categoría del fútbol escocés.

## Historia
Fue fundado en el año 1870, siendo el tercer equipo más viejo de Escocia solo por detrás del Queen's Park F.C. y el Kilmarnock F.C..
Durante la reorganización del fútbol escocés en la temporada 1993/94 fueron uno de los equipos fundadores de la Primera División de Escocia en la temporada 1994/95, pero en la temporada inaugural terminaron en el último lugar con solamente 17 puntos en 36 juegos. Pasaron 3 años en la Segunda División de Escocia hasta su promoción en la temporada 1997/98, donde terminaron igual que en su última aparición en la Primera División de Escocia, pero esta vez haciendo un récord de 29 derrotas en la temporada.
Pasaron 4 años en la Segunda División de Escocia, donde su mejor participación en ese periodo fue haber alcanzado los cuartos de final de la Copa de Escocia en la temporada 2002/03, en donde fueron eliminados por el equipo de la Liga Premier de Escocia Motherwell, pero en la liga en esa temporada acabaron en el noveno lugar, descendiendo a la Tercera División de Escocia en la temporada siguiente., en la cual solamente estuvieron un año hasta su retorno a la Segunda División, en donde el 30 de abril del 2005 obtuvieron el ascenso a la Primera División tras empatar con el Greenock Morton F.C. 1-1, pero descendieron al año siguiente.
En la temporada 2006/07 les fue muy mal, quedaron en el noveno lugar, donde enfrentaron al East Fife en la serie de play-off, la cual perdieron por un marcador global de 2-4 y descendieron a la Tercera División.

## Palmarés

### Torneos nacionales
- Tercera División de Escocia (2): 1993–94, 1997–98
- Cuarta División de Escocia (1): 2003–04
- Scottish Challenge Cup (1): 1996-97